# Combretum glabrum
Combretum glabrum är en tvåhjärtbladig växtart som beskrevs av Dc.. Combretum glabrum ingår i släktet Combretum och familjen Combretaceae. Inga underarter finns listade i Catalogue of Life.